# عباس‌آباد (میان ولایت)
عباس‌آباد روستایی در دهستان میان ولایت بخش مرکزی شهرستان مشهد استان خراسان رضوی ایران است.

## جمعیت
بر پایه سرشماری عمومی نفوس و مسکن در سال ۱۳۹۵ جمعیت این روستا ۱۷۳ نفر (۴۲خانوار) بوده‌است.